# TV Max
TV MAX (Telewizja MAX) – polska prywatna stacja telewizyjna należąca do Telewizji Kablowej Koszalin Sp. z o.o. Stacja została założona w 1998 roku, a w październiku został wyemitowany pierwszy serwis informacyjny Wydarzenia. Telewizja nadaje codziennie od godziny 17:00 dwugodzinny blok audycji, który powtarzany jest przez całą dobę.
Głównym filarem ramówki są aktualności z Koszalina i okolic oraz programy publicystyczne. Telewizja dostarcza zapowiedzi imprez kulturalnych oraz pokazuje działalność władz samorządowych i instytucji użyteczności publicznej.

## Programy TV MAX
- Informacyjne: Wydarzenia (główny serwis informacyjny), Pogoda, Tło wydarzeń, Przegląd wydarzeń tygodnia
- Comiesięczne podsumowanie wydarzeń lokalnych: Puls Miasta, Kierunek Sianów, Karlino. Gmina z energią, Bobolice. Gmina z potencjałem
- Sportowe: Sportowa arena, Ekstraklasa, Liga Max, Sporty amatorskie, retransmisje meczów
- Publicystyczne: O tym się mówi, Koszalińskie forum, Loża parlamentarna, Czas dla Koszalina
- Kulturalne: Pełna kultura, Atrapa, Filmax, Klub, Pałacowy express
- Religijne: Wierzę, Retransmisja Mszy Świętej z kościoła pw. Ducha Świętego w Koszalinie
- Przyroda i ekologia: Okolice przyrody, Ogród na miarę
- Społeczne: Oblicza Temidy, Aktywny senior, Na zdrowie, Świat twojego dziecka, ZWIERZenia, Akademicki Kwadrans
- Poradnikowe: Kuchnia, Remontownia
- Rozrywka: Kosz-All-In, o! Kurenna, MAX 50, Światopodgląd; Myślę, że...
- Programy niecykliczne: sprawozdawcze, świąteczne, relacje z imprez („m-teatr”, „Młodzi i Film”, „Integracja Ty i Ja”, „Wielka Orkiestra Świątecznej Pomocy”)